# Sebastián Galani
Sebastián Paolo Galani Villega (Coquimbo, 17 agosto 1997) è un calciatore cileno, centrocampista del Coquimbo Unido.

## Statistiche
Statistiche aggiornate al 5 dicembre 2021.

### Presenze e reti nei club
| Stagione                    | Squadra                     | Campionato                  | Campionato | Campionato | Coppe nazionali | Coppe nazionali | Coppe nazionali | Coppe continentali | Coppe continentali | Coppe continentali | Altre coppe | Altre coppe | Altre coppe | Totale | Totale |
| Stagione                    | Squadra                     | Comp                        | Pres       | Reti       | Comp            | Pres            | Reti            | Comp               | Pres               | Reti               | Comp        | Pres        | Reti        | Pres   | Reti   |
| --------------------------- | --------------------------- | --------------------------- | ---------- | ---------- | --------------- | --------------- | --------------- | ------------------ | ------------------ | ------------------ | ----------- | ----------- | ----------- | ------ | ------ |
| 2016-17                     | Coquimbo Unido              | SD                          | 20         | 0          |                 | -               | -               |                    | -                  | -                  |             | -           | -           | 20     | 0      |
| 2017                        | Coquimbo Unido              | SD                          | 11         | 0          | CC              | 4               | 0               |                    | -                  | -                  |             | -           | -           | 15     | 0      |
| 2018                        | Coquimbo Unido              | SD                          | 29         | 0          | CC              | 1               | 0               |                    | -                  | -                  |             | -           | -           | 30     | 0      |
| 2019                        | Coquimbo Unido              | PD                          | 24         | 0          | CC              | 2               | 0               |                    | -                  | -                  |             | -           | -           | 26     | 0      |
| Totale Coquimbo             | Totale Coquimbo             | Totale Coquimbo             | 84         | 0          |                 | 7               | 0               |                    | 6                  | 0                  |             | 0           | 0           | 91     | 0      |
| 2020                        | Universidad de Chile        | PD                          | 21         | 0          |                 | -               | -               | CL                 | 2                  | 0                  |             | -           | -           | 23     | 0      |
| 2021                        | Universidad de Chile        | PD                          | 22         | 0          | CC              | 3               | 0               | CL                 | 2                  | 0                  |             | -           | -           | 27     | 0      |
| Totale Universidad de Chile | Totale Universidad de Chile | Totale Universidad de Chile | 43         | 0          |                 | 3               | 0               |                    | 4                  | 0                  |             | 0           | 0           | 50     | 0      |
| 2022                        | Universidad Católica        | PD                          | 0          | 0          |                 | -               | -               |                    | -                  | -                  |             | -           | -           | 0      | 0      |
| Totale Universidad Católica | Totale Universidad Católica | Totale Universidad Católica | 0          | 0          |                 | -               | -               |                    | 0                  | 0                  |             | 0           | 0           | 0      | 0      |
| Totale carriera             | Totale carriera             | Totale carriera             | 127        | 0          |                 | 3               | 0               |                    | 4                  | 0                  |             | 0           | 0           | 141    | 0      |

## Palmarès

### Club

#### Competizioni nazionali
- Primera B (Cile): 1

Coquimbo Unido: 2018